# Yves Reinkin
Pour les articles homonymes, voir Reinkin.
Yves Reinkin, né le 8 mai 1960 à Ougrée est un homme politique belge, membre d'Ecolo.
Il est licencié et agrégé en Sciences religieuses.

## Fonctions politiques
- Conseiller communal à Stavelot
- député au Parlement de la Communauté française, en suppléance de Monika Dethier-Neumann, députée wallonne germanophone:
  - depuis le 6 juillet 2004